# The Test (ER)
The Test is de zesde aflevering van het veertiende seizoen van de televisieserie ER, die voor het eerst werd uitgezonden op 1 november 2007.

## Verhaal
Dr. Lockhart en dr. Moretti krijgen een verhitte discussie over hoe de studenten te beoordelen.
Ondertussen neemt dr. Moretti een nieuwe arts in dienst, dr. Skye Wexler, om zo de werkdruk omlaag te krijgen. Ook krijgt dr. Moretti onverwachts bezoek van zijn zoon.
Dr. Morris en dr. Pratt zijn druk aan het studeren voor hun examen en hebben plaatsgenomen in de kantine van de SEH. Dan krijgen zij bezoek van dr. Rasgotra die hen vraagt of zij Zelinsky kunnen bijstaan, Zelinsky is nog maagd en wil graag meer informatie over seks en wat er bij komt kijken. 
Dr. Gates krijgt Joshua Lipnicki, een terminale patiënt, terug onder behandeling. Joshua smeekt aan dr. Gates om de behandeling stop te zetten, dit tegen de wens van de moeder. 
Taggart heeft moeite met een patiënte die telkens haar klachten wijzigt en steeds agressiever wordt. Uiteindelijk vermoedt zij dat er iets anders aan de hand is, zij ontdekt dat zij zelfmoordneigingen heeft en kan haar net op tijd redden voordat zij voor de metro springt. 
Dr. Lockhart kan haar oude verslaving van alcohol niet weerstaan en begint weer met drinken.

## Rolverdeling

### Hoofdrollen
- Maura Tierney - Dr. Abby Lockhart
- Mekhi Phifer - Dr. Gregory Pratt
- Parminder Nagra - Dr. Neela Rasgrota
- John Stamos - Dr. Tony Gates
- Scott Grimes - Dr. Archie Morris
- Stanley Tucci - Dr. Kevin Moretti
- Michael Rady - Brian Moretti
- Kari Matchett - Dr. Skye Wexler
- Amy Aquino - Dr. Janet Coburn
- Gil McKinney - Dr. Paul Grady
- Linda Cardellini - verpleegster Samantha Taggart
- Yvette Freeman - verpleegster Haleh Adams
- Lily Mariye - verpleegster Lily Jarvik
- Louie Liberti - ambulancemedewerker Bardelli
- Reiko Aylesworth - Julia Dupree
- Troy Evans - Frank Martin
- Steven Christopher Parker - Harold Zelinsky

### Gastrollen (selectie)
- Mae Whitman - Heather
- Marc Jablon - Larry Weston
- Natacha Roi - Serena Lipnicki
- Miles Heizer - Joshua Lipnicki
- Tessa Auberjonois - Helena
- Ronnie Gene Blevins - Nemo Baker